# (2451) Dollfus
(2451) Dollfus (1980 RQ) – planetoida z grupy pasa głównego asteroid okrążająca Słońce w ciągu 4,5 lat w średniej odległości 2,73 au. Odkryta 2 września 1980 roku.